# Аналіз чутливості
Аналіз чутливості (англ. sensitivity analysis) полягає в оцінці впливу зміни вихідних параметрів проєкту на його кінцеві характеристики, зазвичай, на внутрішню норму прибутку або NPV. Техніка проведення аналізу чутливості полягає у зміні вибраних параметрів в певних межах, за умови, що інші параметри залишаються незмінними. Чим більше діапазон варіації параметрів, при якому NPV або норма прибутку залишається позитивною величиною, тим стійкіше проєкт.
Аналіз чутливості проєкту дозволяє оцінити, як змінюються результуючі показники реалізації проєкту при різних значеннях заданих змінних, необхідних для розрахунку. Цей вид аналізу дозволяє визначити найбільш критичні змінні, які найбільшою мірою можуть вплинути на здійсненність і ефективність проєкту.
За варійовані вихідні змінні приймають:
- обсяг продаж;
- ціна за одиницю продукції;
- інвестиційні витрати або їх складові;
- графік будівництва;
- операційні витрати або їх складові;
- термін затримок платежів:
- рівень інфляції;
- відсоток за позиками, ставку дисконту та інш.

Результуючими показниками реалізації проєкту можуть виступати:
показники ефективності (чистий дисконтований дохід, внутрішня норма прибутковості, індекс прибутковості, термін окупності, рентабельність інвестицій), щорічні показники проєкту (балансовий прибуток, чистий прибуток, сальдо накопичених реальних грошей).
При відносному аналізі чутливості порівнюється відносний вплив вихідних змінних (при їх зміні на фіксовану величину, наприклад, на 10 %) на результуючі показники проєкту. Цей аналіз дозволяє визначити найбільш істотні для проєкту вихідні змінні; їх зміна повинна контролюватися в першу чергу.
Абсолютний аналіз чутливості дозволяє визначити чисельне відхилення результуючих показників при зміні значень вихідних змінних. Значення змінних, що відповідають нульовим значенням результуючих показників, відповідають розглянутим вище показниками граничного рівня.
Результати аналізу чутливості наводяться в табличній або графічній формах. Остання є більш наочною і повинна застосовуватися у презентаційних цілях.
Недолік методу: не завжди аналіз чутливості правомірний тому зміна однієї змінної, необхідної для розрахунку може спричинити зміну іншої, а цей метод однофакторний.

## Аналіз сценаріїв розвитку проєкту
Аналіз сценаріїв розвитку проєкту дозволяє оцінити вплив на проєкт можливого одночасного зміни декількох змінних через ймовірність кожного сценарію. Цей вид аналізу може виконуватися як за допомогою електронних таблиць (наприклад, Microsoft Excel), так і з застосуванням спеціальних комп'ютерних програм, що дозволяють використовувати методи імітаційного моделювання.
У першому випадку формуються 3-5 сценаріїв розвитку проєкту. Кожному сценарієм повинні відповідати:
- набір значень вихідних змінних,
- розраховані значення результуючих показників,
- деяка можливість настання даного сценарію, обумовлена експертному шляхом.

 У результаті розрахунку визначаються середні (з урахуванням ймовірності настання кожного сценарію) значення результуючих показників.
Згідно з міжнародними стандартами бізнес-планування є невід'ємною частиною бізнес-планів.